# 高坚
高坚（1949年8月？日—），曾担任国家开发银行副行长，是当时的国家开发银行行长、党组书记陈元的得力搭档。

## 生平
- 1990年9月—1998年10月，历任国家开发银行国家债务管理司副司长、司长。
- 1998年10月—2001年4月，任国家开发银行总经济师。
- 2001年4月—2003年7月，任国家开发银行党委委员、行长助理兼资金局局长、香港代表办事处首席代表。
- 2003年7月—2008年12月，任国家开发银行党委委员、执行董事、副行长。[3]
- 2008年12月—2012年8月，任国家开发银行党委委员、执行董事、副行长兼国开证券有限责任公司董事长。
- 2012年8月—2013年，任国家开发银行顾问兼国开证券有限责任公司董事长。
- 2013年，赴美国哈佛大学经济系做访问学者。
- 2015年，赴意大利博洛尼亚大学管理学系做访问学者。

## 著作
- 《综合财政理论》（1990年）
- 《中国的国债问题》（1993年）
- 《中国国债市场的发展道路》（1995年）
- 《中国国债: 国债的理论与实务》（1995年）
- 《国债市场》（1997年）
- 《中国债券》（1999年）
- 《高坚文集:宏观经济政策与债券资本市场》（2003年）
- 《中国经济增长新论: 投资、融资与改革》（2007年）
- 《中国债券资本市场》（2009年）
- 《中国: 基础设施投资政策对经济增长的影响》（2009年）